# Чибліс Михайло Йосипович
Михайло Йосипович Чибліс (28 листопада 1896, хутір Нідеркуни Ілукстського повіту Курляндської губернії, тепер Латвія — розстріляний 29 січня 1943, місто Москва, тепер Російська Федерація) — литовський радянський державний діяч, секретар ЦК КП(б) Литви із промисловості.

## Життєпис
Народився в робітничій родині на хуторі Нідеркуни Ілукстського повіту Курляндської губернії (за іншими даними — в місті Двінськ (тепер Даугавпілс)).
З 1918 до 1920 року служив у Червоній армії, учасник громадянської війни в Росії.
З 1921 до 1928 року працював на адміністративній роботі в Харківській губернії (окрузі).
Член ВКП(б) з 1924 року.
У 1928—1931 роках — на керівній роботі в місті Києві.
З 1931 до 1934 року навчався в Промисловій академії в Москві.
У 1934—1940 роках — на керівній роботі в Тульській та Ленінградській областях.
У 1940 — березні 1941 року — завідувач промислово-транспортного відділу ЦК КП(б) Литви.
8 березня — липень 1941 року — секретар ЦК КП(б) Литви із промисловості.
На початку німецько-радянської війни в 1941 році був політичним комісаром 3-ї групи 11-го Новгородського партизанського загону. У жовтні 1941 року потрапив до німецького полону, з якого втік у 1942 році.
До липня 1942 року працював на прядильній фабриці «Красный перевал» у місті Ярославлі (РРФСР).
18 липня 1942 року заарештований органами НКВС СРСР. 13 січня 1943 року Особливою нарадою при НКВС СРСР звинувачений у «зраді Батьківщини» та засуджений до страти. Розстріляний 29 січня 1943 року в Москві, похований на полігоні «Комунарка» біля Москви.
Посмертно реабілітований Військовою колегією Верховного суду СРСР 15 вересня 1956 року.